# Skorno
Paško Skorno je naselje v Občini Šmartno ob Paki.